# Beppe Scienza
Giuseppe Scienza, detto Beppe (Torino, 12 febbraio 1950), è un saggista, giornalista e matematico italiano.

## Biografia
Beppe Scienza, laureato in matematica nel 1974, è dal 1976 uno studioso del risparmio e della previdenza integrativa, con particolare attenzione ai fondi comuni di investimento, alle gestioni patrimoniali, alle polizze vita, e ai fondi pensione. Dal 1984 è collaboratore di diverse testate giornalistiche relativamente ai temi del risparmio, della previdenza privata nonché degli investimenti a reddito fisso. Dal 2000 al 2015 è professore a contratto del corso di Metodi e Modelli per la Pianificazione Finanziaria e dal 2015 del corso di Metodi per le Scelte Finanziarie e Previdenziali presso il dipartimento di Matematica all'Università di Torino. Per anni è stato inoltre consulente di società finanziarie, banche, compagnie d'assicurazione e fondazioni.
Scienza è fortemente critico rispetto alle più diffuse forme d'investimento del risparmio gestito che ritiene regolarmente meno redditizie rispetto alle tradizionali forme di risparmio tra cui i principali titoli di stato e all'investimento azionario diretto. Su questi argomenti ha scritto diversi libri, tra cui Il risparmio tradito e La pensione tradita. In quest'ultimo saggio critica aspramente le cosiddette "pensioni di scorta" verso le quali si nutrirebbero, in generale, aspettative eccessive, invitando esplicitamente a mantenere il proprio trattamento di fine rapporto in azienda, evitando i rischi connessi alla roulette dei fondi pensione. La sua critica si estende anche al giornalismo economico italiano, con particolare riferimento al quotidiano Il Sole 24 Ore, il Corriere della Sera e al settimanale Il Mondo, cui muove le accuse di scarsa competenza e di atteggiamenti eccessivamente ossequiosi nei confronti delle varie forme di risparmio gestito e di previdenza integrativa.

### Attività giornalistica
Giornalista pubblicista, Scienza ha collaborato dal 1984 con circa 480 articoli a una ventina di testate (fra cui: Capital, Class, Corriere della Sera, Epoca, L'Europeo, Famiglia Cristiana, GenteMoney, Milano Finanza, Il manifesto, Oggi, La Stampa, Libero e La Repubblica) e attualmente scrive principalmente su Il Fatto Quotidiano. 
È anche autore di numerosi interventi nel blog di Beppe Grillo e tiene un suo blog chiamato beppescienza.eu.

## Opere principali
- Tempo & Denaro. Guida alle scelte finanziarie, Sole 24 Ore, Milano, 1988.
- Il risparmio tradito, Edizioni Libreria Cortina, Torino, 2001 (5ª ristampa 2005).
- Fondi, polizze e Parmalat. Chi è peggio?, Edizioni Libreria Cortina, Torino, 2004.
- La pensione tradita. Conti alla mano, perché conviene tenersi il TFR e non aderire ai fondi pensione, Fazi Editore, Roma, 2007.
- Il risparmio tradito con la guida Come salvare i propri soldi, 2ª edizione, Edizioni Libreria Cortina, Torino, 2009.
- Viva i contanti. Ponte alle Grazie, 204 pagine, 2021.
- I nostri soldi e l'inflazione. Ponte alle Grazie, 208 pagine, 2024.